# جون تولان
جون تولان (John V. Tolan) (مواليد 1959 بمدينة ميلواكي) هو مؤرخ مختص في العلاقات الدينية والثقافية بين العالمين العربي والغربي في العصور الوسطى.

## من مؤلفاته
- أوروبا والعالم الإسلامي تاريخ بلا أساطير (كتاب)